# Виноградовская сельская община
Виноградовская сельская община (укр. Виноградівська сільська громада) — территориальная община в Херсонском районе Херсонской области Украины.
Создана в ходе административно-территориальной реформы 09 декабря 2016 года на территории упразднённого Алёшковского района путём объединения Брилёвского поселкового совета, Виноградовского и Тарасовского сельских советов. Всего в состав общины были включены 1 пгт и 6 сёл. Своё название община получила от названия административного центра, где размещены органы власти — село Виноградово.
Население общины на момент создания составляло 12 429 человек, площадь общины 362,36 км².

## Населённые пункты
В состав общины входит посёлок Брилёвка — 3915 жителей, село Виноградово — 4128 жителей, село Мирное — 355 жителей, Тарасовка — 1877 жителей, Клины — 543 жителя, Приветное — 479 жителей, Родное — 79 жителей.

## История общины
Последние выборы совета общины были проведены 25 октября 2020 года.
В июле 2020 года Алёшковский район в результате административно-территориальной реформы был упразднён и община была отнесена к Херсонскому району.
С февраля 2022 года община находится под оккупацией российских войск в ходе российско-украинской войны.